# Amineh Kakabaveh
Amineh Kakabaveh (en kurde : ئامینە کاکەباوە, en persan : اَمینه کاکاباوه), née le 6 décembre 1970 à Saqqez, est une femme politique indépendante suédoise d'origine kurde iranienne. Membre de la guérilla kurde Komala en Iran depuis sa jeunesse, elle s'est réfugiée en Suède à l'âge de dix-neuf ans et est devenue membre (en) du Parlement suédois.

## Jeunesse
Amineh Kakabaveh naît le 6 décembre 1970 à Saqqez, en Iran, et a sept frères et sœurs. Enfant, elle travaille pour subvenir aux besoins de sa famille. À l'âge de treize ans, elle rejoint le Komala kurde iranien, où elle est formée comme combattante. Cette première expérience de prise de responsabilité et les difficultés de la vie à la montagne la rendent plus mature. Plus tard, elle fuit par la Turquie et la Grèce vers la Suède. Réfugiée en Suède à l'âge de dix-neuf ans, elle travaille d'abord comme femme de chambre le jour et fréquente les écoles du soir. Plus tard, elle obtient un Master of Science à l'Université de Stockholm en philosophie et en sciences sociales.

## Carrière politique
Inspiré du mouvement français Ni putes ni soumises, Amineh Kakabaveh, fonde en 2005 l'organisation féministe et antiraciste Varken hora eller kuvad. Lors des élections législatives de 2008, elle devient membre du Parlement suédois. En 2019, elle est menacée d'être expulsée du Parti de gauche, à la suite d'un conflit prolongé avec la direction du parti. Avant que la question ne soit réglée, elle quitte le parti volontairement.
Les membres du Parlement ne peuvent pas être expulsés par leurs partis, elle reste donc au sein du Riksdag. Mais à l'issue des élections de 2018, la coalition socialiste avec le parti de gauche comme soutien compte un membre de plus que les opposants, donc lorsque Kakabaveh devient sans parti, le gouvernement perd sa majorité. Lors de la crise gouvernementale suédoise de 2021 (en), Kakabaveh ne veut pas soutenir le gouvernement. Ce n'est qu'après avoir accepté certaines demandes politiques d'Amineh Kakabaveh concernant le soutien aux Kurdes et la critique du traitement des Kurdes par Recep Tayyip Erdogan que le gouvernement dirigé par Magdalena Andersson peut être élu,. Après la candidature suédoise à l'OTAN dont la Turquie est membre, la Turquie demande l'extradition de la député en raison de son soutien aux organisations kurdes,.

## Positions politiques
Amineh Kakabaveh est impliquée dans des sujets tels que les crimes d'honneur, les droits des femmes et la laïcité. Son travail fait d'elle une personne controversée au sein de la politique suédoise et de son propre parti de gauche. Elle reçoit en 2016 le titre de "Suédoise de l'année", décerné par le magazine Fokus (en). En 2017, le Parti de gauche s'oppose à sa préoccupation concernant les structures claniques patriarcales dans les banlieues suédoises, alléguant que cela conduirait à davantage d'islamophobie; selon elle, ils tentent d'empêcher sa réélection au Parlement suédois. Après la brouille au sein du Parti de gauche en 2019, elle démissionne du parti et reste membre du parlement en tant qu'indépendante. Elle demande un meilleur traitement pour les 400 000 immigrés que la Suède accueille depuis 2012. En 2018, elle considère la politique d'immigration comme naïve et pas assez efficace. Elle s'oppose à l'adhésion de la Suède à l'OTAN, en raison de ses propres expériences de la guerre, déclarant "l'OTAN n'a jamais apporté la sécurité au monde", et défend la politique suédoise de non-alignement. En mai, elle déclare qu'elle ne soutiendrait pas le Parti social-démocrate suédois au pouvoir lors des votes importants au Parlement, car elle considère que certaines parties de l'accord précédent n'ont pas été suivies par le gouvernement.

## Vie personnelle
À la suite de menaces dans le passé, elle a reçu la protection du Service de sécurité suédois.

### Autobiographie
Son autobiographie Amineh - pas plus grande qu'une Kalachnikov publiée en 2016, détaille le temps qu'elle a passé avec les peshmergas.